# メイヨー伯爵
メイヨー県伯爵（英: Earl of the County of Mayo）は、アイルランド貴族の伯爵位。通常はメイヨー伯爵（英: Earl of Mayo）と言及される。
ジョン・バークが1776年に叙されたのに始まる。

## 歴史

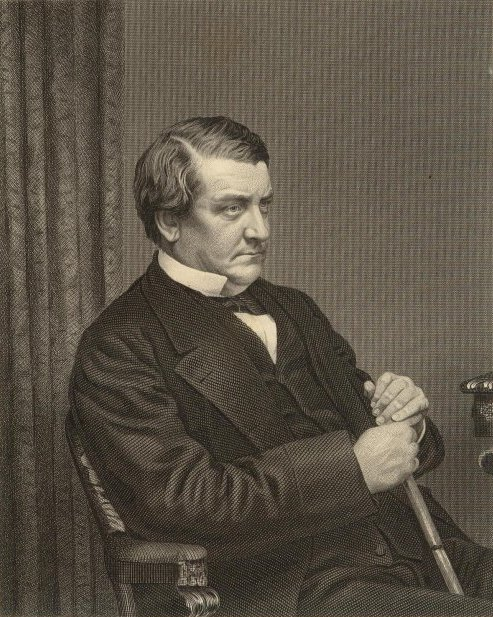
暗殺されたインド総督第6代メイヨー伯爵リチャード・バーク

メイヨー伯爵位を与えられるバーク家はバーク家の分流であり、サー・トマス・バーク(-1397)の四男ジョン・バークの末裔である（次男エドムンド・バークの末裔がメイヨー子爵（1627年創設、1767年廃絶）に叙されるバーク家本家）。ジョン・バークの同名の子孫であるジョン・バーク(1705頃–1790)は、メイヨー県シェリフ、アイルランド枢密顧問官、アイルランド歳入第一弁務官(First Commissioner of the Irish Revenue)等を務め、1776年8月1日にキルデア県におけるネイスのネイス男爵（Baron Naas, of Naas in the County of Kildare）、1781年1月13日にメイヨー県におけるマニークロワーのメイヨー子爵（Viscount Mayo, of Moneycrower in the County of Mayo）、そして1785年6月24日にメイヨー伯爵（Earl of the County of Mayo）に叙せられた（いずれもアイルランド貴族）。以降これらの爵位はその子孫によって現在まで継承されていく。
初代伯の長男である2代伯ジョン・バーク(1729–1792)は襲爵前にアイルランド議会庶民院議員を務めた。
2代伯には子供がなかったため、弟(初代伯の次男)のジョゼフ・バーク(1740頃–1794)が爵位を継承した。彼はアイルランド国教会の聖職者であり、1782年から1794年にかけてトゥアム大主教を務めた。
その長男である4代伯ジョン・バーク(1766–1849)は襲爵前にアイルランド議会庶民院議員を務め、グレートブリテンとアイルランドの連合後の1816年から1849年にかけてはアイルランド貴族代表議員としてイギリス議会貴族院に議席を有した。所属政党はトーリー党だった。
4代伯にも子供がなく、甥(3代伯の次男リチャードの長男)にあたるロバート・バーク(1797–1867)が5代伯を継承した。彼は1852年から1867年にかけてアイルランド貴族代表議員を務めた。党派は保守党だった。
その長男である6代伯リチャード・バーク(1822–1872)も保守党の政治家であり、1847年から1868年まで庶民院議員を務め、その間3期にわたってアイルランド担当大臣（在職1852年、1858年-1859年、1866年-1868年）を務めた。さらに1869年からインド総督に就任した。しかし総督在任中の1872年にアンダマン諸島で暗殺されている。歴代インド総督の中で暗殺されたのは彼だけである。
その長男である7代伯ダーモット・ロバート・ウィンダム・バーク(1851–1927)も保守党の政治家であり、1890年から1927年にかけてアイルランド貴族代表議員を務めた。またアイルランド自由国成立後にはその元老院議員となった。
7代伯には子供がなく、従兄弟(5代伯の四男ジョージの長男)にあたるウォルター・バーク(1859–1939)が8代伯を継承した。8代伯の死後はその次男(長男は先立って死去)のウリック・バーク(1890–1962)が9代伯を継承した。
9代伯には子供がなかったので、甥(8代伯の三男ブライアンの長男)にあたるテレンス・バーク(1929–2006)が10代伯を継承した。
10代伯の死後、その長男であるチャールズ・バーク(1953-)が11代伯を継承した。彼が2016年現在の当主である。
本邸はアイルランド・ゴールウェイ県・クリフデンにあるデリーインヴァ―(Derryinver)である。

## 現当主の保有爵位
現在の当主第11代メイヨー伯爵チャールズ・バークは、以下の爵位を保有している。
- 第11代メイヨー伯爵 (11th Earl of the County of Mayo)
(1785年6月24日の勅許状によるアイルランド貴族爵位)
- メイヨー県におけるマニークロワーの第11代メイヨー子爵（英語版） (11th Viscount Mayo, of Moneycrower in the County of Mayo)
(1781年1月13日の勅許状によるアイルランド貴族爵位)
- キルデア県におけるネイスの第11代ネイス男爵 (11th Baron Naas, of Naas in the County of Kildare)
(1776年8月1日の勅許状によるアイルランド貴族爵位)

## メイヨー伯爵 (1785年)
- 初代メイヨー伯ジョン・バーク (1705頃–1790)
- 2代メイヨー伯ジョン・バーク (1729–1792)
- 3代メイヨー伯ジョゼフ・ディーン・バーク（英語版） (1740頃–1794)
- 4代メイヨー伯ジョン・バーク (1766–1849)
- 5代メイヨー伯ロバート・バーク (1797–1867)
- 6代メイヨー伯リチャード・サウスウェル・バーク (1822–1872)
- 7代メイヨー伯ダーモット・ロバート・ウィンダム・バーク (1851–1927)
- 8代メイヨー伯ウォルター・ロングリー・バーク (1859–1939)
- 9代メイヨー伯ウリック・ヘンリー・バーク (1890–1962)
- 10代メイヨー伯テレンス・パトリック・バーク（英語版） (1929–2006)
- 11代メイヨー伯チャールズ・ダーマッド・ジョン・バーク (1953-)
  - 法定推定相続人は現当主の長男ネイス卿リチャード・トマス・バーク (1985-)

## 系譜図
|  |  |  |  |                                                                        |                                                                        |                                                                        |                                                                        | ジョン 初代メイヨー伯爵 初代メイヨー子爵 初代ネイス男爵 (1705頃-1790)  |                                                                        |                                                                        |                                                                        |                                                                            |                                                                            |                                                                            |                                                                            |                                                                            |                                                                            |                                                                          |                                                                          |                                                                            |                                                                            |                                                                            |                                                                            |                                                                             |                                                                            |            |            |            |            |  |  |  |  |  |  |  |  |  |  |  |  |  |  |  |  |
|  |  |  |  |                                                                        |                                                                        |                                                                        |                                                                        |                                                                        |                                                                        |                                                                        |                                                                        |                                                                            |                                                                            |                                                                            |                                                                            |                                                                            |                                                                            |                                                                          |                                                                          |                                                                            |                                                                            |                                                                            |                                                                            |                                                                             |                                                                            |            |            |            |            |  |  |  |  |  |  |  |  |  |  |  |  |  |  |  |  |
|  |  |  |  |                                                                        |                                                                        |                                                                        |                                                                        |                                                                        |                                                                        |                                                                        |                                                                        |                                                                            |                                                                            |                                                                            |                                                                            |                                                                            |                                                                            |                                                                          |                                                                          |                                                                            |                                                                            |                                                                            |                                                                            |                                                                             |                                                                            |            |            |            |            |  |  |  |  |  |  |  |  |  |  |  |  |  |  |  |  |
|  |  |  |  | ジョン 第2代メイヨー伯爵 第2代メイヨー子爵 第2代ネイス男爵 (1729-1792) | ジョン 第2代メイヨー伯爵 第2代メイヨー子爵 第2代ネイス男爵 (1729-1792) | ジョン 第2代メイヨー伯爵 第2代メイヨー子爵 第2代ネイス男爵 (1729-1792) | ジョン 第2代メイヨー伯爵 第2代メイヨー子爵 第2代ネイス男爵 (1729-1792) | ジョン 第2代メイヨー伯爵 第2代メイヨー子爵 第2代ネイス男爵 (1729-1792) | ジョン 第2代メイヨー伯爵 第2代メイヨー子爵 第2代ネイス男爵 (1729-1792) |                                                                        |                                                                        | ジョゼフ 第3代メイヨー伯爵 第3代メイヨー子爵 第3代ネイス男爵 (1740頃-1794) | ジョゼフ 第3代メイヨー伯爵 第3代メイヨー子爵 第3代ネイス男爵 (1740頃-1794) | ジョゼフ 第3代メイヨー伯爵 第3代メイヨー子爵 第3代ネイス男爵 (1740頃-1794) | ジョゼフ 第3代メイヨー伯爵 第3代メイヨー子爵 第3代ネイス男爵 (1740頃-1794) | ジョゼフ 第3代メイヨー伯爵 第3代メイヨー子爵 第3代ネイス男爵 (1740頃-1794) | ジョゼフ 第3代メイヨー伯爵 第3代メイヨー子爵 第3代ネイス男爵 (1740頃-1794) |                                                                          |                                                                          |                                                                            |                                                                            |                                                                            |                                                                            |                                                                             |                                                                            |            |            |            |            |  |  |  |  |  |  |  |  |  |  |  |  |  |  |  |  |
|  |  |  |  | ジョン 第2代メイヨー伯爵 第2代メイヨー子爵 第2代ネイス男爵 (1729-1792) | ジョン 第2代メイヨー伯爵 第2代メイヨー子爵 第2代ネイス男爵 (1729-1792) | ジョン 第2代メイヨー伯爵 第2代メイヨー子爵 第2代ネイス男爵 (1729-1792) | ジョン 第2代メイヨー伯爵 第2代メイヨー子爵 第2代ネイス男爵 (1729-1792) | ジョン 第2代メイヨー伯爵 第2代メイヨー子爵 第2代ネイス男爵 (1729-1792) | ジョン 第2代メイヨー伯爵 第2代メイヨー子爵 第2代ネイス男爵 (1729-1792) |                                                                        |                                                                        | ジョゼフ 第3代メイヨー伯爵 第3代メイヨー子爵 第3代ネイス男爵 (1740頃-1794) | ジョゼフ 第3代メイヨー伯爵 第3代メイヨー子爵 第3代ネイス男爵 (1740頃-1794) | ジョゼフ 第3代メイヨー伯爵 第3代メイヨー子爵 第3代ネイス男爵 (1740頃-1794) | ジョゼフ 第3代メイヨー伯爵 第3代メイヨー子爵 第3代ネイス男爵 (1740頃-1794) | ジョゼフ 第3代メイヨー伯爵 第3代メイヨー子爵 第3代ネイス男爵 (1740頃-1794) | ジョゼフ 第3代メイヨー伯爵 第3代メイヨー子爵 第3代ネイス男爵 (1740頃-1794) |                                                                          |                                                                          |                                                                            |                                                                            |                                                                            |                                                                            |                                                                             |                                                                            |            |            |            |            |  |  |  |  |  |  |  |  |  |  |  |  |  |  |  |  |
|  |  |  |  |                                                                        |                                                                        |                                                                        |                                                                        |                                                                        |                                                                        |                                                                        |                                                                        |                                                                            |                                                                            |                                                                            |                                                                            |                                                                            |                                                                            |                                                                          |                                                                          |                                                                            |                                                                            |                                                                            |                                                                            |                                                                             |                                                                            |            |            |            |            |  |  |  |  |  |  |  |  |  |  |  |  |  |  |  |  |
|  |  |  |  |                                                                        |                                                                        |                                                                        |                                                                        | ジョン 第4代メイヨー伯爵 第4代メイヨー子爵 第4代ネイス男爵 (1766-1849) | ジョン 第4代メイヨー伯爵 第4代メイヨー子爵 第4代ネイス男爵 (1766-1849) | ジョン 第4代メイヨー伯爵 第4代メイヨー子爵 第4代ネイス男爵 (1766-1849) | ジョン 第4代メイヨー伯爵 第4代メイヨー子爵 第4代ネイス男爵 (1766-1849) | ジョン 第4代メイヨー伯爵 第4代メイヨー子爵 第4代ネイス男爵 (1766-1849)     | ジョン 第4代メイヨー伯爵 第4代メイヨー子爵 第4代ネイス男爵 (1766-1849)     |                                                                            |                                                                            | リチャード                                                                 | リチャード                                                                 | リチャード                                                               | リチャード                                                               | リチャード                                                                 | リチャード                                                                 |                                                                            |                                                                            |                                                                             |                                                                            |            |            |            |            |  |  |  |  |  |  |  |  |  |  |  |  |  |  |  |  |
|  |  |  |  |                                                                        |                                                                        |                                                                        |                                                                        | ジョン 第4代メイヨー伯爵 第4代メイヨー子爵 第4代ネイス男爵 (1766-1849) | ジョン 第4代メイヨー伯爵 第4代メイヨー子爵 第4代ネイス男爵 (1766-1849) | ジョン 第4代メイヨー伯爵 第4代メイヨー子爵 第4代ネイス男爵 (1766-1849) | ジョン 第4代メイヨー伯爵 第4代メイヨー子爵 第4代ネイス男爵 (1766-1849) | ジョン 第4代メイヨー伯爵 第4代メイヨー子爵 第4代ネイス男爵 (1766-1849)     | ジョン 第4代メイヨー伯爵 第4代メイヨー子爵 第4代ネイス男爵 (1766-1849)     |                                                                            |                                                                            | リチャード                                                                 | リチャード                                                                 | リチャード                                                               | リチャード                                                               | リチャード                                                                 | リチャード                                                                 |                                                                            |                                                                            |                                                                             |                                                                            |            |            |            |            |  |  |  |  |  |  |  |  |  |  |  |  |  |  |  |  |
|  |  |  |  |                                                                        |                                                                        |                                                                        |                                                                        |                                                                        |                                                                        |                                                                        |                                                                        |                                                                            |                                                                            |                                                                            |                                                                            | ロバート 第5代メイヨー伯爵 第5代メイヨー子爵 第5代ネイス男爵 (1797-1867)   |                                                                            |                                                                          |                                                                          |                                                                            |                                                                            |                                                                            |                                                                            |                                                                             |                                                                            |            |            |            |            |  |  |  |  |  |  |  |  |  |  |  |  |  |  |  |  |
|  |  |  |  |                                                                        |                                                                        |                                                                        |                                                                        |                                                                        |                                                                        |                                                                        |                                                                        |                                                                            |                                                                            |                                                                            |                                                                            |                                                                            |                                                                            |                                                                          |                                                                          |                                                                            |                                                                            |                                                                            |                                                                            |                                                                             |                                                                            |            |            |            |            |  |  |  |  |  |  |  |  |  |  |  |  |  |  |  |  |
|  |  |  |  |                                                                        |                                                                        |                                                                        |                                                                        |                                                                        |                                                                        |                                                                        |                                                                        |                                                                            |                                                                            |                                                                            |                                                                            |                                                                            |                                                                            |                                                                          |                                                                          |                                                                            |                                                                            |                                                                            |                                                                            |                                                                             |                                                                            |            |            |            |            |  |  |  |  |  |  |  |  |  |  |  |  |  |  |  |  |
|  |  |  |  |                                                                        |                                                                        |                                                                        |                                                                        |                                                                        |                                                                        |                                                                        |                                                                        | リチャード 第6代メイヨー伯爵 第6代メイヨー子爵 第6代ネイス男爵 (1822-1872) | リチャード 第6代メイヨー伯爵 第6代メイヨー子爵 第6代ネイス男爵 (1822-1872) | リチャード 第6代メイヨー伯爵 第6代メイヨー子爵 第6代ネイス男爵 (1822-1872) | リチャード 第6代メイヨー伯爵 第6代メイヨー子爵 第6代ネイス男爵 (1822-1872) | リチャード 第6代メイヨー伯爵 第6代メイヨー子爵 第6代ネイス男爵 (1822-1872) | リチャード 第6代メイヨー伯爵 第6代メイヨー子爵 第6代ネイス男爵 (1822-1872) |                                                                          |                                                                          | ジョージ                                                                   | ジョージ                                                                   | ジョージ                                                                   | ジョージ                                                                   | ジョージ                                                                    | ジョージ                                                                   |            |            |            |            |  |  |  |  |  |  |  |  |  |  |  |  |  |  |  |  |
|  |  |  |  |                                                                        |                                                                        |                                                                        |                                                                        |                                                                        |                                                                        |                                                                        |                                                                        | リチャード 第6代メイヨー伯爵 第6代メイヨー子爵 第6代ネイス男爵 (1822-1872) | リチャード 第6代メイヨー伯爵 第6代メイヨー子爵 第6代ネイス男爵 (1822-1872) | リチャード 第6代メイヨー伯爵 第6代メイヨー子爵 第6代ネイス男爵 (1822-1872) | リチャード 第6代メイヨー伯爵 第6代メイヨー子爵 第6代ネイス男爵 (1822-1872) | リチャード 第6代メイヨー伯爵 第6代メイヨー子爵 第6代ネイス男爵 (1822-1872) | リチャード 第6代メイヨー伯爵 第6代メイヨー子爵 第6代ネイス男爵 (1822-1872) |                                                                          |                                                                          | ジョージ                                                                   | ジョージ                                                                   | ジョージ                                                                   | ジョージ                                                                   | ジョージ                                                                    | ジョージ                                                                   |            |            |            |            |  |  |  |  |  |  |  |  |  |  |  |  |  |  |  |  |
|  |  |  |  |                                                                        |                                                                        |                                                                        |                                                                        |                                                                        |                                                                        |                                                                        |                                                                        | ダーモット 第7代メイヨー伯爵 第7代メイヨー子爵 第7代ネイス男爵 (1851-1927) | ダーモット 第7代メイヨー伯爵 第7代メイヨー子爵 第7代ネイス男爵 (1851-1927) | ダーモット 第7代メイヨー伯爵 第7代メイヨー子爵 第7代ネイス男爵 (1851-1927) | ダーモット 第7代メイヨー伯爵 第7代メイヨー子爵 第7代ネイス男爵 (1851-1927) | ダーモット 第7代メイヨー伯爵 第7代メイヨー子爵 第7代ネイス男爵 (1851-1927) | ダーモット 第7代メイヨー伯爵 第7代メイヨー子爵 第7代ネイス男爵 (1851-1927) |                                                                          |                                                                          | ウォルター 第8代メイヨー伯爵 第8代メイヨー子爵 第8代ネイス男爵 (1859-1939) | ウォルター 第8代メイヨー伯爵 第8代メイヨー子爵 第8代ネイス男爵 (1859-1939) | ウォルター 第8代メイヨー伯爵 第8代メイヨー子爵 第8代ネイス男爵 (1859-1939) | ウォルター 第8代メイヨー伯爵 第8代メイヨー子爵 第8代ネイス男爵 (1859-1939) | ウォルター 第8代メイヨー伯爵 第8代メイヨー子爵 第8代ネイス男爵 (1859-1939)  | ウォルター 第8代メイヨー伯爵 第8代メイヨー子爵 第8代ネイス男爵 (1859-1939) |            |            |            |            |  |  |  |  |  |  |  |  |  |  |  |  |  |  |  |  |
|  |  |  |  |                                                                        |                                                                        |                                                                        |                                                                        |                                                                        |                                                                        |                                                                        |                                                                        | ダーモット 第7代メイヨー伯爵 第7代メイヨー子爵 第7代ネイス男爵 (1851-1927) | ダーモット 第7代メイヨー伯爵 第7代メイヨー子爵 第7代ネイス男爵 (1851-1927) | ダーモット 第7代メイヨー伯爵 第7代メイヨー子爵 第7代ネイス男爵 (1851-1927) | ダーモット 第7代メイヨー伯爵 第7代メイヨー子爵 第7代ネイス男爵 (1851-1927) | ダーモット 第7代メイヨー伯爵 第7代メイヨー子爵 第7代ネイス男爵 (1851-1927) | ダーモット 第7代メイヨー伯爵 第7代メイヨー子爵 第7代ネイス男爵 (1851-1927) |                                                                          |                                                                          | ウォルター 第8代メイヨー伯爵 第8代メイヨー子爵 第8代ネイス男爵 (1859-1939) | ウォルター 第8代メイヨー伯爵 第8代メイヨー子爵 第8代ネイス男爵 (1859-1939) | ウォルター 第8代メイヨー伯爵 第8代メイヨー子爵 第8代ネイス男爵 (1859-1939) | ウォルター 第8代メイヨー伯爵 第8代メイヨー子爵 第8代ネイス男爵 (1859-1939) | ウォルター 第8代メイヨー伯爵 第8代メイヨー子爵 第8代ネイス男爵 (1859-1939)  | ウォルター 第8代メイヨー伯爵 第8代メイヨー子爵 第8代ネイス男爵 (1859-1939) |            |            |            |            |  |  |  |  |  |  |  |  |  |  |  |  |  |  |  |  |
|  |  |  |  |                                                                        |                                                                        |                                                                        |                                                                        |                                                                        |                                                                        |                                                                        |                                                                        |                                                                            |                                                                            |                                                                            |                                                                            |                                                                            |                                                                            |                                                                          |                                                                          |                                                                            |                                                                            |                                                                            |                                                                            |                                                                             |                                                                            |            |            |            |            |  |  |  |  |  |  |  |  |  |  |  |  |  |  |  |  |
|  |  |  |  |                                                                        |                                                                        |                                                                        |                                                                        |                                                                        |                                                                        |                                                                        |                                                                        |                                                                            |                                                                            |                                                                            |                                                                            | ウリック 第9代メイヨー伯爵 第9代メイヨー子爵 第9代ネイス男爵 (1890-1962)   | ウリック 第9代メイヨー伯爵 第9代メイヨー子爵 第9代ネイス男爵 (1890-1962)   | ウリック 第9代メイヨー伯爵 第9代メイヨー子爵 第9代ネイス男爵 (1890-1962) | ウリック 第9代メイヨー伯爵 第9代メイヨー子爵 第9代ネイス男爵 (1890-1962) | ウリック 第9代メイヨー伯爵 第9代メイヨー子爵 第9代ネイス男爵 (1890-1962)   | ウリック 第9代メイヨー伯爵 第9代メイヨー子爵 第9代ネイス男爵 (1890-1962)   |                                                                            |                                                                            | ブライアン                                                                  | ブライアン                                                                 | ブライアン | ブライアン | ブライアン | ブライアン |  |  |  |  |  |  |  |  |  |  |  |  |  |  |  |  |
|  |  |  |  |                                                                        |                                                                        |                                                                        |                                                                        |                                                                        |                                                                        |                                                                        |                                                                        |                                                                            |                                                                            |                                                                            |                                                                            | ウリック 第9代メイヨー伯爵 第9代メイヨー子爵 第9代ネイス男爵 (1890-1962)   | ウリック 第9代メイヨー伯爵 第9代メイヨー子爵 第9代ネイス男爵 (1890-1962)   | ウリック 第9代メイヨー伯爵 第9代メイヨー子爵 第9代ネイス男爵 (1890-1962) | ウリック 第9代メイヨー伯爵 第9代メイヨー子爵 第9代ネイス男爵 (1890-1962) | ウリック 第9代メイヨー伯爵 第9代メイヨー子爵 第9代ネイス男爵 (1890-1962)   | ウリック 第9代メイヨー伯爵 第9代メイヨー子爵 第9代ネイス男爵 (1890-1962)   |                                                                            |                                                                            | ブライアン                                                                  | ブライアン                                                                 | ブライアン | ブライアン | ブライアン | ブライアン |  |  |  |  |  |  |  |  |  |  |  |  |  |  |  |  |
|  |  |  |  |                                                                        |                                                                        |                                                                        |                                                                        |                                                                        |                                                                        |                                                                        |                                                                        |                                                                            |                                                                            |                                                                            |                                                                            |                                                                            |                                                                            |                                                                          |                                                                          |                                                                            |                                                                            |                                                                            |                                                                            | テレンス 第10代メイヨー伯爵 第10代メイヨー子爵 第10代ネイス男爵 (1929-2006) |                                                                            |            |            |            |            |  |  |  |  |  |  |  |  |  |  |  |  |  |  |  |  |
|  |  |  |  |                                                                        |                                                                        |                                                                        |                                                                        |                                                                        |                                                                        |                                                                        |                                                                        |                                                                            |                                                                            |                                                                            |                                                                            |                                                                            |                                                                            |                                                                          |                                                                          |                                                                            |                                                                            |                                                                            |                                                                            |                                                                             |                                                                            |            |            |            |            |  |  |  |  |  |  |  |  |  |  |  |  |  |  |  |  |
|  |  |  |  |                                                                        |                                                                        |                                                                        |                                                                        |                                                                        |                                                                        |                                                                        |                                                                        |                                                                            |                                                                            |                                                                            |                                                                            |                                                                            |                                                                            |                                                                          |                                                                          |                                                                            |                                                                            |                                                                            |                                                                            | チャールズ 第11代メイヨー伯爵 第11代メイヨー子爵 第11代ネイス男爵 (1953-)   |                                                                            |            |            |            |            |  |  |  |  |  |  |  |  |  |  |  |  |  |  |  |  |
|  |  |  |  |                                                                        |                                                                        |                                                                        |                                                                        |                                                                        |                                                                        |                                                                        |                                                                        |                                                                            |                                                                            |                                                                            |                                                                            |                                                                            |                                                                            |                                                                          |                                                                          |                                                                            |                                                                            |                                                                            |                                                                            |                                                                             |                                                                            |            |            |            |            |  |  |  |  |  |  |  |  |  |  |  |  |  |  |  |  |
|  |  |  |  |                                                                        |                                                                        |                                                                        |                                                                        |                                                                        |                                                                        |                                                                        |                                                                        |                                                                            |                                                                            |                                                                            |                                                                            |                                                                            |                                                                            |                                                                          |                                                                          |                                                                            |                                                                            |                                                                            |                                                                            | リチャード (法定推定相続人) (1985-)                                         |                                                                            |            |            |            |            |  |  |  |  |  |  |  |  |  |  |  |  |  |  |  |  |